# Terzan 2
Terzan 2 (auch HP 3) ist ein Kugelsternhaufen im Sternbild Skorpion, 24.400 Lichtjahre entfernt, nahe dem galaktischen Zentrum, der im Jahr 1967 von dem Astronomen Agop Terzan entdeckt wurde.